# Kaplica św. Piotra w Trzebnicy
Kaplica św. Piotra w Trzebnicy – kaplica klasztorna, która znajdowała się w klasztorze sióstr cysterek  w  Trzebnicy, rozebrana w 1268 roku.